# جوز ماما (مسلسل)
مسلسل مصري كوميدي من نوعية كوميديا الموقف.

## الجزء الأول
يعرض المسلسل علاقة افراد العائلة الواحدة خاصة علاقة الأبناء بزوج الام أو الأب البديل والعكس علاقتهم بزوجة الأب والام الابديلة وهل يمكن أن تكون علاقة جيدة وصحية بالابناء من خلال شخصية "حسين الجمال" دكتور في الجامعة يدرس الفلسفة وله أصول ريفية ولديه ابنة تعاني من مرض توقف النمو العقلي في سن معينة تجمعه قصة حب بطبيبة أسنان وهي أيضا لها ابن في الجامعة وأحد تلامذة الدكتور "حسين" وتتطور علاقتهما الي الزواج وينتقل للعيش معها هو وابنته في فيلتها الخاصة وتعيش الأسرة بأفرادها الأربعة الأب وابنته والزوجة وابنها لكن سرعان ما يبدأ الصراع بسبب اختلاف الطبقات فهو أستاذ جامعي لكم من أصول ريفية وهي دكتورة من طبقة ارستقراطية.

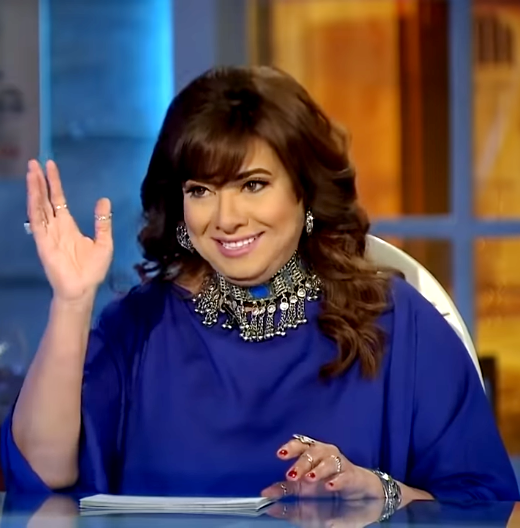
نشوى مصطفى

## الجزء الثاني
بعد طلاق "سلمى" (هالة صدقي) بالجزء الأول من مسلسل سيت كوم جوز ماما مين، تتفاقم مشاكلها مع ابنها "وليد" في ظلّ غياب والده. فتجد "سلمى" نفسها غير قادرة على حلّ مشاكله والتأقلم مع اهتماماته التي تتشابه واهتمامات كلّ مراهق في سنّه. فتدرك مع الوقت أنها بحاجة إلى رجل يستطيع السيطرة على ابنها والتفاهم معه وتوجيهه في الطريق السليم. تبدأ البحث عن زوج مثالي تتمكن معاه من مشاركتها الحياة بمشاكلها وتربية ابنها.

## الجزء الثالث
استكمالا للجزئيين السابقين من سيت كوم جوز ماما تدور الأحداث حيث تظل "سلمى" في نفس المشكلة للبحث عن زوج لها يناسب ظروفها وحياة ابنها "وليد".